# هیرهوخووارد
هیرهوخووارد (به هلندی: Heerhugowaard) یک منطقهٔ مسکونی در هلند است که در هلند شمالی واقع شده‌است. هیرهوخووارد −۳ متر بالاتر از سطح دریا واقع شده‌است.

## خواهرخوانده
شهر کالیش خواهرخواندهٔ هیرهوخووارد هست.